# Uitwateringskanaal
L'Uitwateringskanaal ou Neerskanaal est un canal néerlandais, situé dans le Limbourg néerlandais.
Le canal relie le Grand Canal du Nord au sud-est de Meijel à la Meuse en amont de Neer. Le canal passe entre Helden-Panningen et Roggel, mais aucune localité de taille n'est situé sur le canal.
Réalisé entre 1854 et 1861, le canal a servi historiquement pour le transport de bois et de compost vers la région du Peel et pour le transport commercial de la tourbe et de la paille gagnées dans cette même région.

## Source
- (nl) Histoire de Meijel